# Microregione di Presidente Prudente
Presidente Prudente è una microregione dello Stato di San Paolo in Brasile, appartenente alla mesoregione di Presidente Prudente.

## Comuni
Comprende 30 comuni:
- Alfredo Marcondes
- Álvares Machado
- Anhumas
- Caiabu
- Caiuá
- Emilianópolis
- Estrela do Norte
- Euclides da Cunha Paulista
- Indiana
- João Ramalho
- Marabá Paulista
- Martinópolis
- Mirante do Paranapanema
- Narandiba
- Piquerobi
- Pirapozinho
- Presidente Bernardes
- Presidente Epitácio
- Presidente Prudente
- Presidente Venceslau
- Rancharia
- Regente Feijó
- Ribeirão dos Índios
- Rosana
- Sandovalina
- Santo Anastácio
- Santo Expedito
- Taciba
- Tarabai
- Teodoro Sampaio